# Mai-Ndombe (jezioro)
Mai-Ndombe (czarna woda w języku ngala) − słodkowodne jezioro w Demokratycznej Republice Konga. Do 1972 roku pod nazwą Jezioro Leopolda na cześć króla Belgii Leopolda II Koburga. Ma 2325-8200 km² (w zależności od pory roku), średnia głębokość to 5 metrów, największa 10 metrów. Do jeziora wpływają rzeki Loto i Lokoro, zaś wypływa Fimi. Jego brzegi są niskie i zabagnione.